# 梁國輝
梁國輝，BBS，JP（1949年—），香港教育學院校董會前主席，香港教育學院風波主角之一。

## 簡歷
梁國輝於美國伊利諾大學取得工商管理哲學博士學位，專長是人力資源管理。其後他曾任世界著名管理顧問公司合益集團（Hay Group）的亞太區行政總裁。1995年，他創辦泓略公司。
公眾服務方面，梁國輝曾於1994年至2003年任香港政府的公務員敘用委員會成員及大學改革督導委員會成員，並於1996年至1997年出任中央政策組成員。此外，他曾任香港科技大學及香港浸會大學校董會成員。
梁國輝在1994年至2002年出任香港教育學院校董會副主席，後被委任為主席至今。另一方面，他現任的公職還包括香港政府首長級薪俸及服務條件常務委員會成員、立法及行政兩局薪津委員會成員及大律師紀律審裁團成員。他也是香港發展論壇召集人。
梁國輝於1996年獲委任為太平紳士，並於2001年獲授予銅紫荊星章。

## 香港教育學院風波
在2007年1月的香港教育學院風波裡，當時不獲續約的莫禮時校長向公眾揭露，梁國輝曾經對他表示，由於他不支持教院與中大合併，將會不獲續約。 梁國輝回應時表示莫禮時誤解了他。

## 註腳
1. ↑  教育學院校長空缺將會在全球招聘 的存檔，存档日期2007-03-11. - 香港電台 2007 年1月25日, 2007年1月26日 索取
2. ↑  教院校長不獲續約引發合併恐懼 的存檔，存档日期2007-10-12. - 英文虎報 2007年1月26日, 2007年1月26日 索取 (英文)
3. ↑  香港電台第3台新聞報導錄音 的存檔，存档日期2007-03-11. - 香港電台 2007年1月25日, 2007年1月26日 索取